# Montmarlon
Montmarlon település Franciaországban, Jura megyében. Lakosainak száma 33 fő (2022. január 1.). Montmarlon Lemuy, Andelot-en-Montagne és Supt községekkel határos.

## Népesség
A település népességének változása:
| Lakosok száma | 30   | 29   | 31   | 27   | 30   | 31   | 31   | 32   | 32   | 33   |
|               | 1968 | 1982 | 1990 | 2006 | 2013 | 2015 | 2017 | 2019 | 2020 | 2022 |